# Vue de Venise (Dagnan-Bouveret)
Pour les articles homonymes, voir Vue de Venise.
Vue de Venise est un tableau réalisé en 1882 par le peintre français Pascal Dagnan-Bouveret. C'est une œuvre de dimensions modestes (46 × 37 cm). Elle est conservée dans les collections du musée Jean-Léon Gérôme  de Vesoul.
Cette huile sur carton entoilé représente la ville de Venise en Italie. On peut y remarquer un canal, voie caractéristique de la ville italienne, bordé de maisons.
Peintre principalement portraitiste,  Dagnan-Bouveret n'a réalisé que très peu de tableaux de paysages, à l'exception de Vue de Venise et de quelques œuvres représentants des paysages français.